# Guenther (Wisconsin)
Guenther è un comune degli Stati Uniti, situato in Wisconsin, nella Contea di Marathon.